# Vine
Pour les articles homonymes, voir Vine (démon), Carl Vine et Sherry Vine.
Vine est une application mobile de Twitter Inc., active entre 2012 et 2015, hébergeant de courtes vidéos de six secondes tournant en boucle et qui pouvaient être partagées parmi ses membres. Il s'agit d'une application gratuite disponible sur les systèmes d'exploitation iOS, Android et Windows Phone. Comme sur Twitter, on pouvait accompagner son Vine (nom que l'on donne aux petites vidéos créées sur l'application) d'une petite description ainsi que de hashtags.

## Histoire
En 2012, Vine est conçue par Dom Hofmann et Rus Yusupov. En juillet 2012, Colin Kroll rejoint le projet en tant que directeur technique. En octobre 2012, la société est rachetée par Twitter, puis l'application est lancée le 24 janvier 2013 comme une application gratuite d'iOS disponible sur les appareils iPhone et iPod touch.
En quelques mois, Vine devient rapidement l'application de partage de vidéos la plus utilisée sur le marché, malgré un faible taux d'adoption. D'autres services de partage de vidéos commencent ensuite à voir leur utilisation décliner. Le 9 avril 2013, Vine devient l'application gratuite la plus téléchargée de l'App Store.
En 2013, Twitter Inc., le propriétaire, indique que l'application sera disponible pour d'autres systèmes d'exploitation, et l'application est mise à disposition des systèmes Android le 3 juin 2013, puis sur Windows Phone à partir du 12 novembre 2013. Quelques semaines après le lancement de Vine, l'application Instagram se dote d'une fonction vidéo similaire (mais de 15 secondes maximum), devenant ainsi le principal concurrent de Vine.
La plateforme permet à plusieurs créateurs de vidéos de devenir populaire ou d'augmenter leur célébrité comme King Bach, Lele Pons, Logan Paul, Brent Rivera, Cameron Dallas, Liza Koshy, Jérôme Jarre, Amanda Cerny, Zach King, David Dobrik, Juanpa Zurita, Sommer Ray, Nash Grier, Hannah Shocking, Alissa Violet, Brittany Furlan, Rudy Mancuso, Jerry Purpdrank, ALXJames, Josh Peck, Curtis Lepore, Cardi B ou Shawn Mendes.
Le 14 octobre 2015, Twitter annonce la fermeture de l'application dans les mois à venir. Le 17 janvier 2017, Vine devient Vine Camera et en avril 2018, Twitter abandonne Vine Camera. Le 31 octobre 2022, Elon Musk, alors récemment devenu comme nouveau propriétaire de Twitter, poste un tweet incluant un sondage pour recueillir l'avis des personnes au sujet de l'éventuel retour de Vine.

## Outils et fonctionnalités
L'application Vine permet aux utilisateurs de créer une courte vidéo de format carré d'une durée de 6 secondes maximum. La caméra n'enregistre que lorsque l'usager appuie sur l'écran de l'appareil, et les vidéos enregistrées ont une cadence plus faible, donnant ainsi à la vidéo des allures de gif auquel se serait ajouté un fichier audio. Ceci permet de réduire la taille des vidéos et donc de rendre le chargement de l'application plus rapide. Une vidéo publiée peut être instantanément partagée sur les réseaux sociaux, par exemple intégrée à un tweet.

## Pratique artistique
En 2013, Angela Washko est la première artiste à vendre une vidéo réalisée sur Vine. Cette vidéo de six secondes, intitulée Tits on Tits on Ikea est acheté 200 dollars par Myriam Vanneschi, conservatrice et collectionneuse néerlandaise de la Moving Image Art Fair. La vidéo est nommée au festival #VeryShortFilmFest, et finaliste du prix de « la plus courte vidéo d'art jamais vendue ».
L'artiste canadien Shawn Mendes est découvert grâce aux vidéos qu'il poste sur Vine[Quand ?][réf. nécessaire].

## Polémique
Moins d'une semaine après son lancement, des vidéos pornographiques apparaissent sur l'application. Un clip sexuellement explicite a même été présenté comme un « choix de la rédaction » de l'application Vine, ce que Twitter a qualifié d'« erreur humaine ». Comme le contenu pornographique est proscrit par les termes de service d'Apple, le 5 février 2013, Twitter a augmenté la limite d'âge minimum pour télécharger Vine de douze à dix-sept ans à la demande d'Apple.
L'utilisation de Vine pendant la Coupe du monde de football 2014 explose et la chaîne BeIn Sports s'inquiète du phénomène au point de souhaiter mettre en place des actions pour limiter le nombre de ces vidéos[réf. nécessaire].
Le 27 octobre 2016, après de nombreuses difficultés[évasif], Twitter annonce la fermeture de Vine.